# Ma Zhan'ao
Dans ce nom, le nom de famille, Ma, précède le nom personnel.
Ma Zhan'ao (chinois simplifié : 马占鳌 ; chinois traditionnel : 馬占鰲 ; pinyin : Mǎ Zhànáo ; Wade : Ma Chan-ao, xiao'erjing : ﻣَﺎ  جً اَﻮْ ), né en 1830 dans le xian de Linxia (Gansu) et mort en 1886, est un général chinois musulman qui a rejoint le camp de la dynastie Qing en 1872 pendant la révolte des Dounganes avec le général Ma Qianling et le général Ma Haiyan (en), qui sert sous ses ordres durant la révolte. Il envoie d'abord Ma Chun pour négocier une reddition avec le général Zuo, mais Zuo soupçonne une ruse. Ma envoie donc son fils, Ma Anliang (en), pour négocier. Il aide ensuite le général Zuo Zongtang à écraser les rebelles musulmans,. En 1877, avec Ma Qianling, il expulse des collines atour de Hezhou les rebelles musulmans ayant refusé de se rendre.
Ma Zhan'ao participe à l'organisation de la fuite des Han de Hezhou pendant la rébellion.
Ma est récompensé du « chapeau à plumes du cinquième rang » (华翎五品顶戴).
Il fait partie de la conférie Naqshbandiyya et de la clique des Ma. Il a trois fils : Ma Anliang (en), Ma Guoliang et Ma Suiliang (馬遂良).